# Wilbraham (Massachusetts)
Wilbraham es un pueblo ubicado en el condado de Hampden en el estado estadounidense de Massachusetts. En el Censo de 2010 tenía una población de 14.219 habitantes y una densidad poblacional de 245,22 personas por km².

## Geografía
Wilbraham se encuentra ubicado en las coordenadas 42°7′37″N 72°25′51″O / 42.12694, -72.43083. Según la Oficina del Censo de los Estados Unidos, Wilbraham tiene una superficie total de 57.98 km², de la cual 57.4 km² corresponden a tierra firme y (1%) 0.58 km² es agua.

## Demografía
Según el censo de 2010, había 14.219 personas residiendo en Wilbraham. La densidad de población era de 245,22 hab./km². De los 14.219 habitantes, Wilbraham estaba compuesto por el 94.01% blancos, el 2.16% eran afroamericanos, el 0.07% eran amerindios, el 2.01% eran asiáticos, el 0.01% eran isleños del Pacífico, el 0.54% eran de otras razas y el 1.2% pertenecían a dos o más razas. Del total de la población el 2.76% eran hispanos o latinos de cualquier raza.